# Septem Provinciae
Septem Provinciae (на латински: Dioecesis Septem Provinciarum) по-рано Диоцез Виен (на латински: Dioecesis Viennensis) e диоцез (dioecesis, dioikesis) по името на град Виен на късната Римска империя. Съществува от 314 до 477 г. Столица е град Бурдигала (днес Бордо).

## История
Римският импеаратор Диоклециан (284 – 305) създава дванадесет диоцези (dioecesis). Oт римската провинция Нарбонска Галия (Gallia Narbonensis) в Лангедок се образува провинция Виен (Viennensis), която се подразделя на Диоцез Viennensis (в Ронската низина) и Диоцез Narbonensis II (Вар, Воклюз, Дром). Географски административният район на диоцеза има за граници реките Лоара и Сена на изток и север, и Атлантическия океан и Пиренеите на запад и юг и включва земите на западна Галия (Аквитания, Нарбонска Галия) в днешна Франция. Диоцез Viennensis се преименува на Septem Provinciae.
 През 477 г. Диоцез Septem Provinciae вече е част от Вестготското кралство (418 – 721).
- Диоцези на Римската империя – 300 г.
- Провинции в Римската империя – 400 г.
- Градове в Римска Галия – 400 г.